# Église Saint-Vincent de Marolles-les-Buis
L'église Saint-Vincent de Marolles-les-Buis est une église située à Marolles-les-Buis dans le département français d'Eure-et-Loir en région Centre-Val de Loire.

## Histoire
L'église Saint-Vincent date du XIIe siècle.

## Vitraux
L'église possède deux verrières avec des éléments du XVIe siècle, inscrites en 1906 en tant qu'objets monuments historiques.

Vitraux
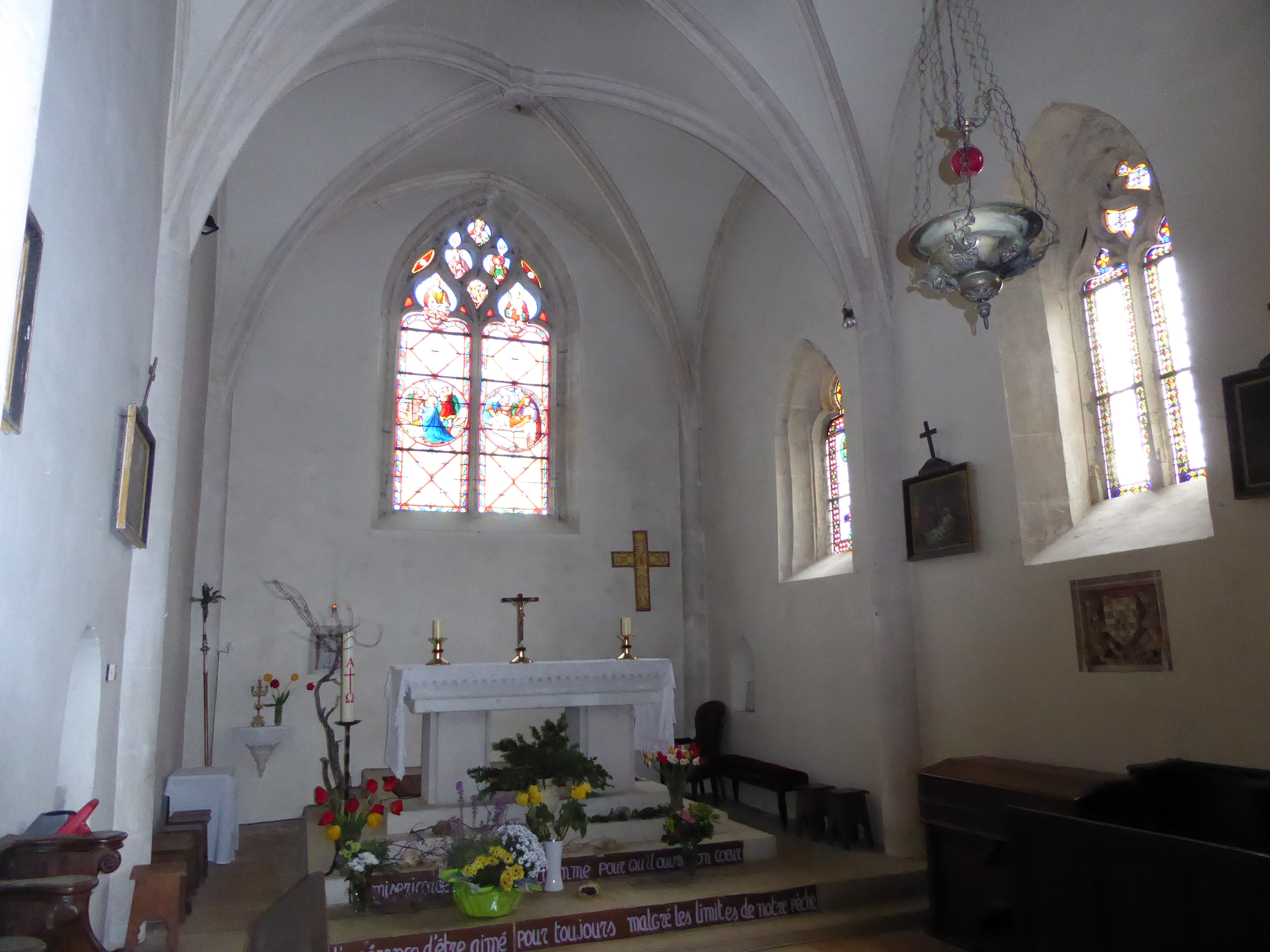
Chœur de l'église.
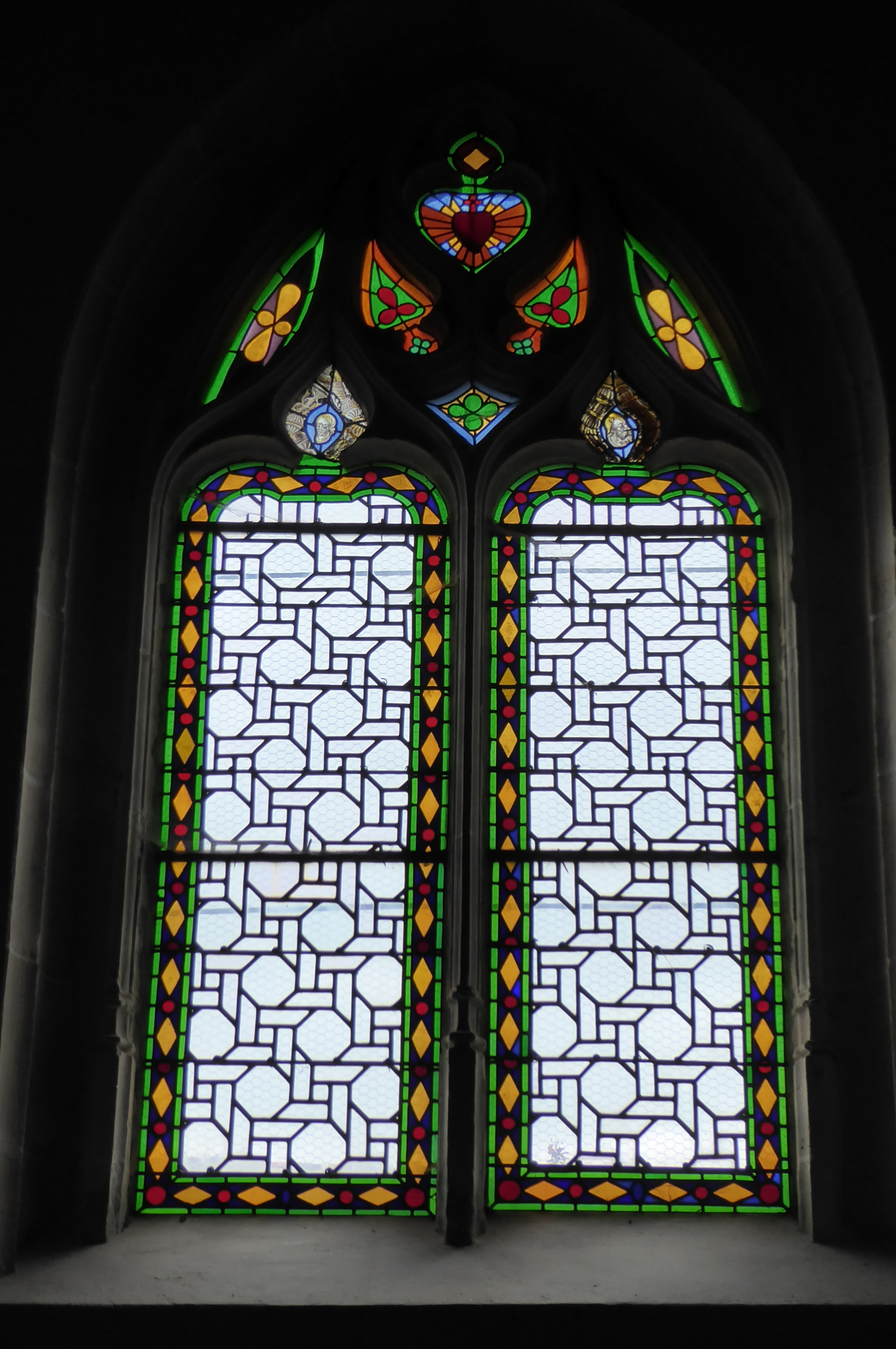
Baie 6.
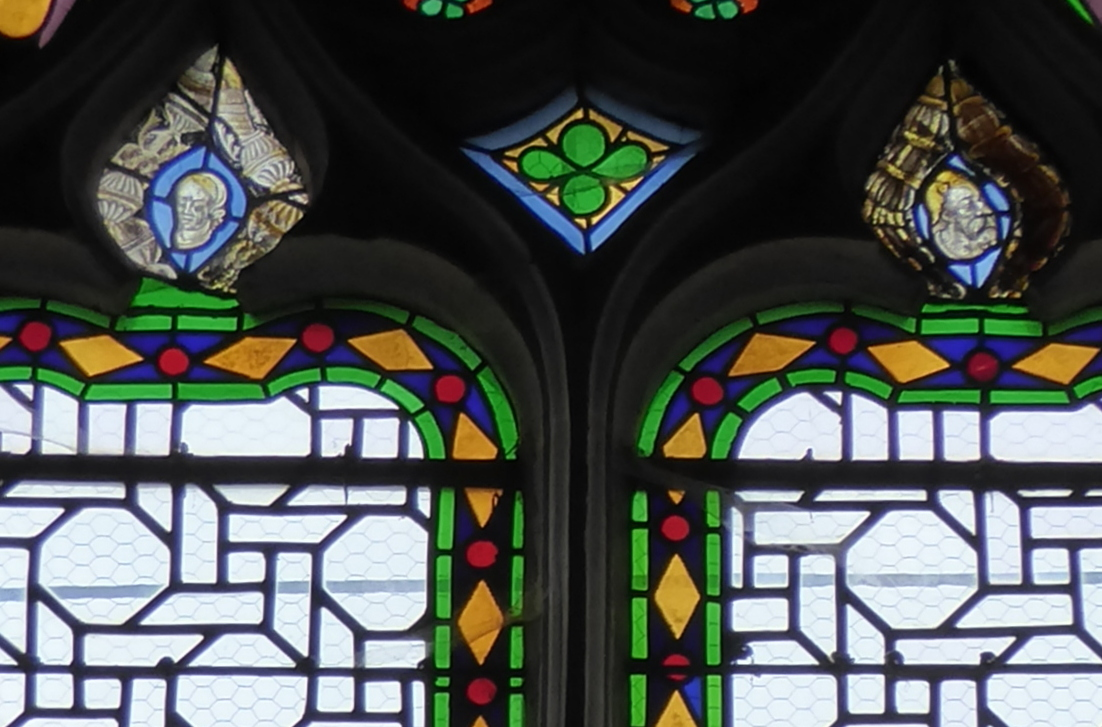
Têtes de lancettes de la baie 6.
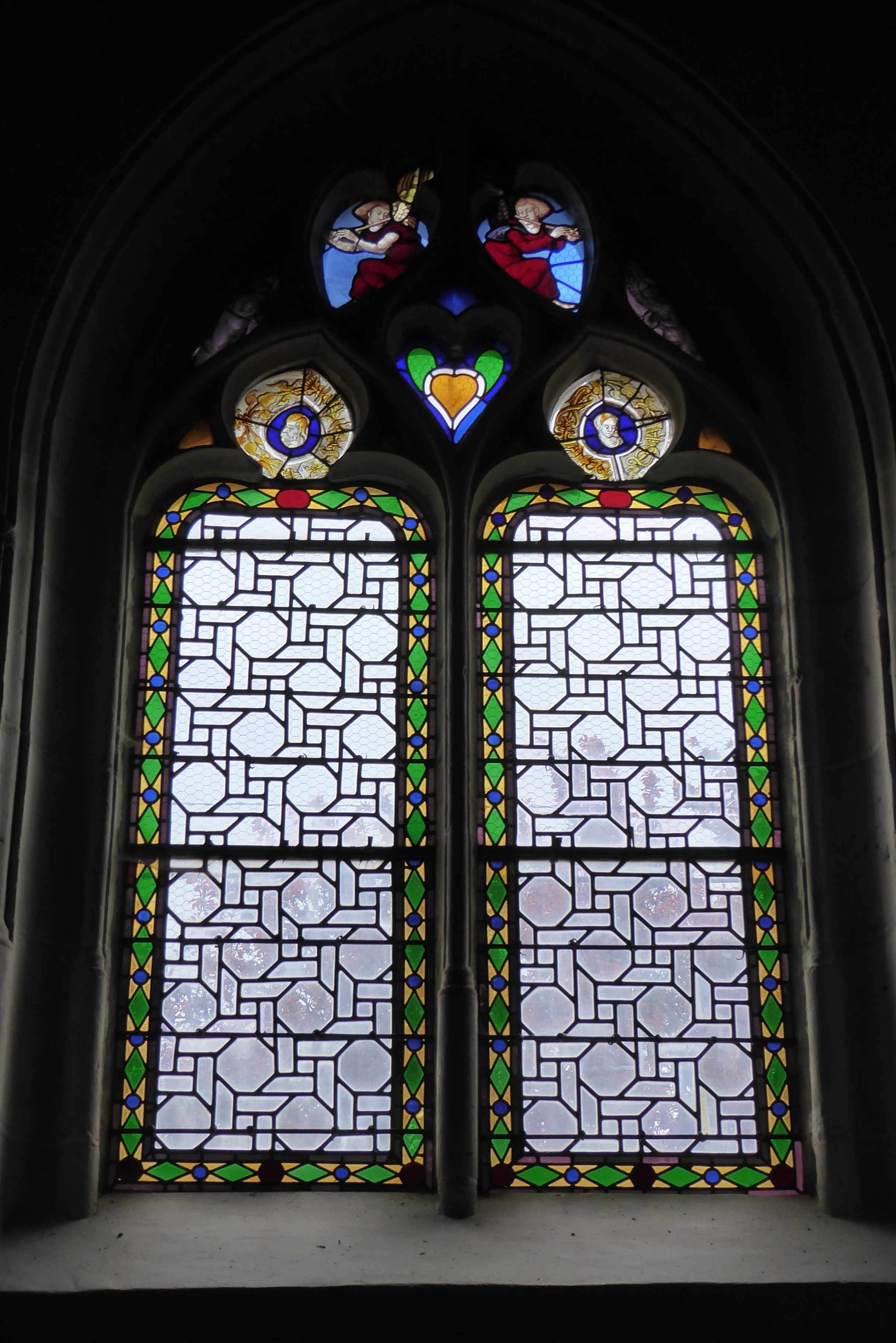
Baie 8.
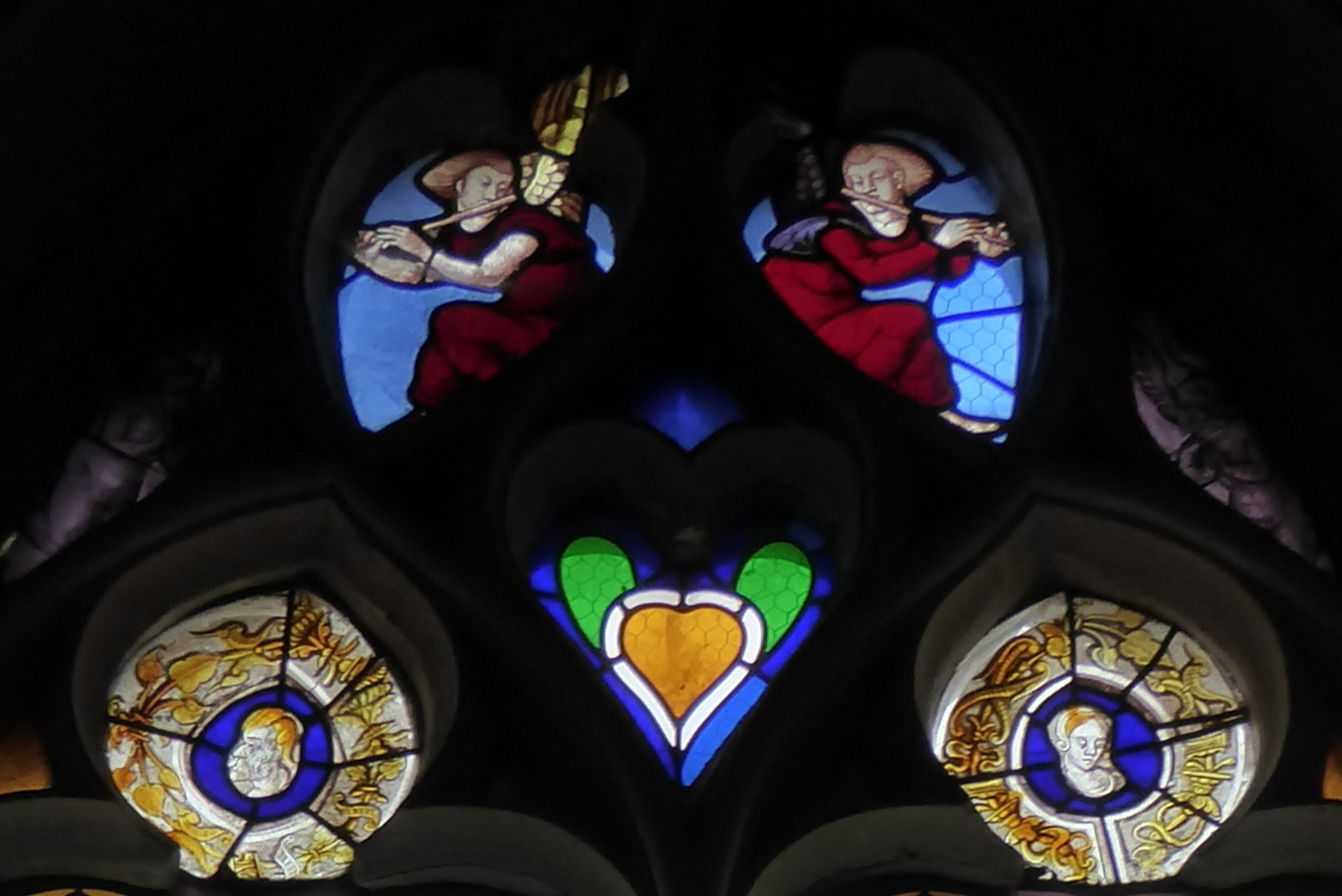
Tympan de la baie 8.

## Paroisse et doyenné
L'église Saint-Vincent de Marolles-les-Buis fait partie de la paroisse Saint Lubin du Perche, rattachée au doyenné du Perche.